# 平行从表与交错从表
在人类学上，平行从表（英語：或）是指父亲兄弟的子女（即堂兄弟姊妹）或母亲姊妹的子女（即姨表兄弟姊妹）；交错从表（英語：cross cousin）是指父亲姊妹的子女（即姑表兄弟姊妹）或母亲兄弟的子女（即舅表兄弟姊妹）。
许多文化中流行交错从表间的婚姻，称为交错从表婚或姑舅表婚。中国古代就有这种习俗，周族姬、姜两姓便世代通婚，對丈夫父母的稱謂「舅姑」就源自這種婚姻。中国的少数民族中，白族、彝族、侗族、布依族等地区也有盛行交错从表间的婚配。另外还有单方面的姑表婚，即男子有优先娶姑母女儿的权利，如苗族、瑶族、土家族等地区；以及单方面的舅表婚，即男子有优先娶舅父女儿的权利，如景颇族、独龙族、德昂族等地区。交错从表婚在南亚地区历史上也很盛行，如印度托达人（Toda）、斯里兰卡维达人等。此外大洋洲斐济人、美洲部分印第安人、非洲科伊科伊人等都有过这种婚配习俗。
平行从表婚则是平行从表间的婚姻，在许多文化中这种婚配是不被允许的。在父系社会中两兄弟的子女通常被视为同一家族，因而不能通婚。而姨表间不能通婚的习俗则可追溯到母系社会，那时两姊妹的子女属同一氏族，从而不得通婚。不过也有些文化中有平行从表婚的习俗，如维吾尔族、乌孜别克族、塔吉克族等。阿拉伯人也流行堂兄弟姊妹间的婚配。另外古代埃及、秘鲁、日本等国皇室亦允许堂亲通婚。